# New Dress
New Dress este o piesă a formației britanice Depeche Mode. Piesa a apărut pe albumul Black Celebration, în 1986.